# Falmer Stadium
Falmer Stadium, känd för sponsringsändamål som American Express Stadium och mer allmänt kallad Amex, är en fotbollsstadion i Falmer, Brighton & Hove, East Sussex, England. Arenan är hemmaarena för Brighton & Hove Albion. Med en kapacitet på 31 876 är det den näst största stadion i hela sydöstra England och den 31:a största stadion i Storbritannien.
Arenan färdigställdes 2011 och den första tävlingsmatchen som spelades på stadion var säsongsfinalen 2010–11 i Sussex Senior Cup mellan Brighton och Eastbourne Borough FC den 16 juli 2011. Den första ligamatchen var mot Doncaster Rovers FC, som också var motståndarna i den sista matchen som spelades på Brightons tidigare stadion, Goldstone Ground, 14 år tidigare.
Stadion utformades för att möjliggöra värdskap för andra sporter och evenemang. Den var värd för några matcher från Rugby World Cup 2015 och UEFA Women's Euro 2022. Den kommer också att vara värd för några matcher för Rugby World Cup 2025 .

## Historik
Platsen vid Falmer identifierades under säsongen 1998–99 och man hoppades att arenan skulle stå klar i början till mitten av 2000-talet. Efterföljande förseningar med att få bygglov innebar dock att klubben var tvungen att vänta till augusti 2011 innan de kunde spela sina hemmamatcher där – mer än ett decennium efter att stadion först föreslogs.
Planeringstillstånd gavs av den enhetliga myndigheten i Brighton & Hove City Council i juni 2002, med avsikten att arenan skulle vara klar för säsongen 2005–06. Planerna för arenan ifrågasattes dock av angränsande Lewes District Council och lokala invånare. Även om stadion ligger helt inom Brighton & Hove, ligger en del av den nordöstra delen av tomten inom Lewes Bennett's Field, som det kallas, och användes från början för parkering, vilken stängdes 2021.
John Prescott, dåvarande vice premiärminister, godkände planerna den 28 oktober 2005. Men Lewes District Council satte omedelbart igång en ny juridisk process mot stadionplanen. I april 2006 erkände Prescott att han hade gett sitt godkännande baserat på missuppfattningen att endast en liten del av arenan låg på Lewes-sidan, och drog tillbaka det.
Hazel Blears, minister med ansvar för planering, bekräftade på nytt godkännandet den 25 juli 2007. Hennes beslut stred mot planeringsinspektörernas råd. Lewes District Council, Falmer Parish Council och South Downs Joint Committee (de tre huvudsakliga motståndarna) meddelade kort därefter att de inte skulle ta upp saken i högre instans. Den 4 september 2007 gick tidsfristen för att överklaga det nya tillståndet ut och klubben fick fullt tillstånd att fortsätta. 

## Byggnation

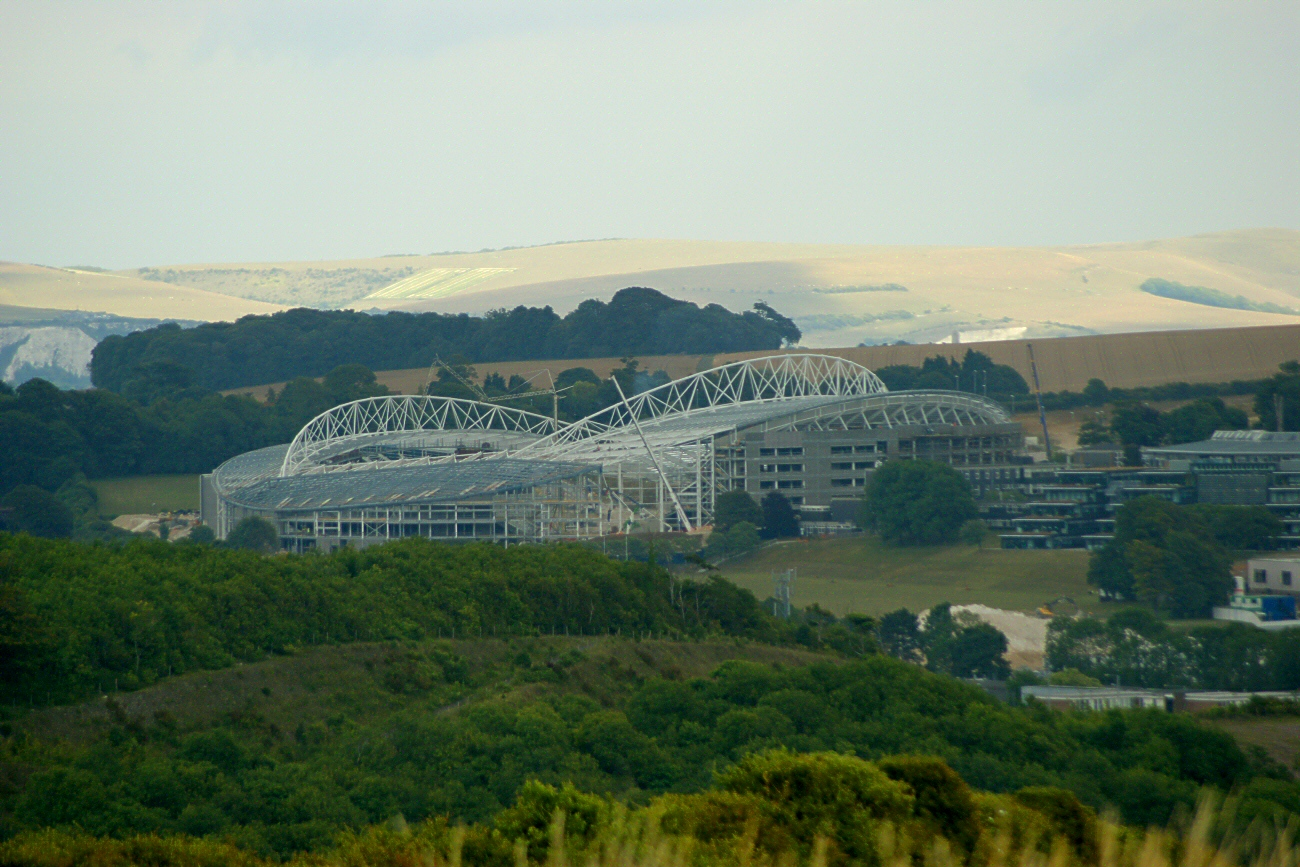
Falmer under uppbyggnad i juli 2010

Den 27 november 2008 undertecknade Buckingham Group byggkontraktet för den nya stadion och började förbereda arbetet på platsen den 17 december. Arenan ligger tre våningar ner i marken. 138 000 kubikmeter kalksten grävdes ut under byggandet och lades på fältet på södra sidan av Village Way. Detta har beräknats förhindra 22 000 lastbilsturer med schaktmassor till annan deponi.
Bygget på platsen startade den 17 december 2008 och avslutades i maj 2011. Stadion utformades med utrymme för expansion och planer lades på att kunna öka kapaciteten.
Stadion utformades av London-baserade arkitekter, KSS. Stadionkapaciteten har utökats, med en extra sektion som installeras ovanför den östra läktaren (familjeläktaren), vilket ökar kapaciteten till över 30 000 platser. Affären med American Express Europe, Brighton and Hoves största privata sponsor, som bekräftar stadionens namnrättigheter, tillkännagavs den 22 juni 2010.

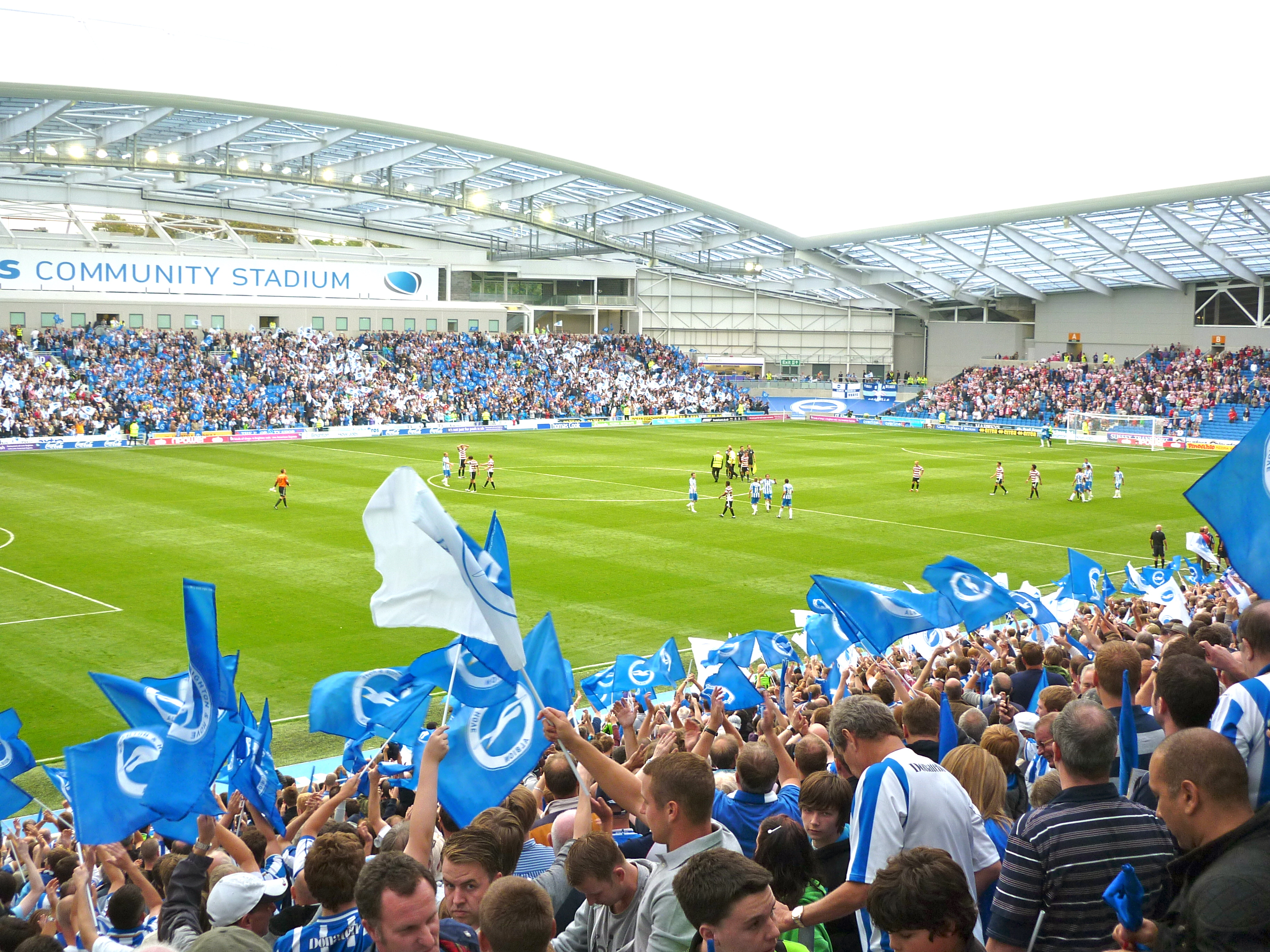
Första ligamatchn spelad på Falmer stadium

Stadion öppnade officiellt den 30 juli 2011, som värd för en vänskapsmatch mot dåvarande Brighton-tränaren Gus Poyets gamla klubb Tottenham Hotspur FC, där hemmalaget förlorade med 3–2. Den första tävlingsmatchen hade hållits den 16 juli 2011, när Brightons utvecklingslag slog Eastbourne Borough FC med 2-0 i Sussex Senior Cup-finalen, med Gary Hart som gjorde det första målet. Den första tävlingsmatchen för förstalaget hölls den 6 augusti 2011, när Brighton slog Doncaster Rovers FC med 2–1, efter att ha varit under med 1–0.

## Användning
Den 2 januari 2012 skickade Brighton & Hove Albion in en ansökan till Brighton & Hove City Council om att utöka stadionkapaciteten med ytterligare 8 000 platser samt att lägga till ytterligare företagsloger, nya tv-faciliteter och en lyxsvit. Detta beviljades enhälligt av Brighton & Hove kommunfullmäktiges planeringskommitté den 25 april 2012. Arenan utökades till 27 250 i början av säsongen 2012–13, 27 750 i december 2012 och stod för 30 750 i slutet av 2012. – säsong 13.
Ett nytt publikrekord sattes den 15 december 2012 när 26 684 såg Brighton oavgjort 0–0 med Nottingham Forest. Detta besöksrekord slogs den 26 januari 2013, med 27 113 åskådare vid en 3-2-förlust mot Arsenal i den fjärde omgången av FA-cupen  Mindre än två månader senare slogs rekordet igen då 28 499 personer såg Brighton slå Crystal Palace FC med 3–0 den 17 mars 2013. Detta rekord slogs ännu en gång den 4 maj 2013, på säsongens sista ligamatch mot Wolverhampton Wanderers FC då 30 003 såg matchen. Rekordet slogs åter den 24 september 2017 när 30 468 deltog i Brightons 1–0-seger över Newcastle United. Det nuvarande (2023) rekordet på 31 746 åskådare sattes vid en Premier League-match mot Chelsea den 29 oktober 2022.
I december 2018 tillkännagavs att arenan skulle vara en av arenorna för UEFA Women's Euro 2022-turneringen. Den 1 juni 2019 var stadion värd för Englands damlandskamp mot Nya Zeeland.

## Rugbyunionen

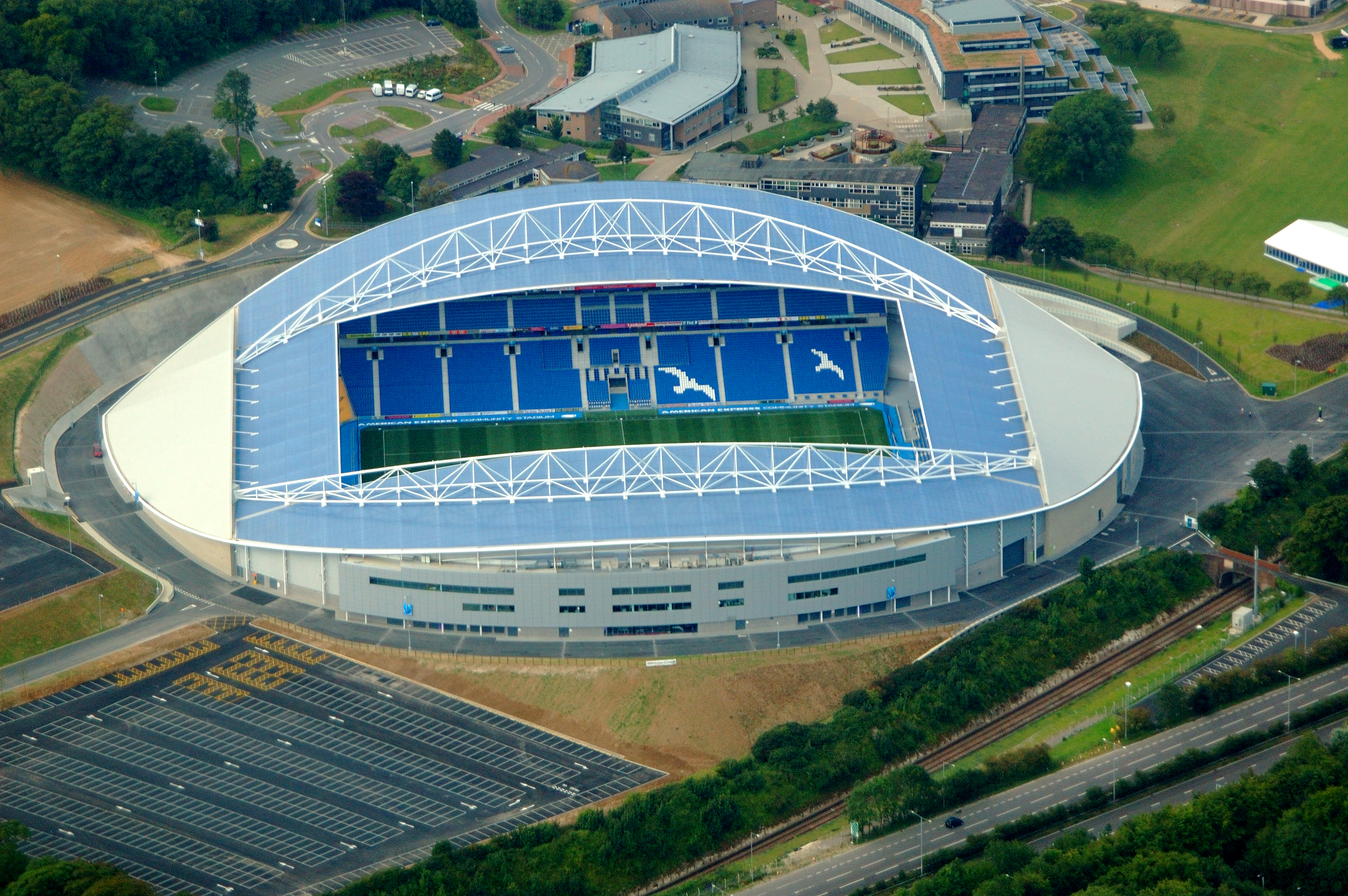
Flygbild av stadion, 2011.

Stadion var värd för två Pool B-matcher i Rugby World Cup 2015, märkt som Brighton Community Stadium. Den första matchen var mellan Sydafrika och Japan den 19 september 2015 där Japan med en publik på 29 290 personer orsakade en av de största uppståndelsen i Rugby World Cup-historien genom att två gånger slå vinnarna Sydafrika med 34–32. Den andra matchen var mellan Samoa och USA där Samoa vann med 25–16. År 2019 producerades en film som berättar historien om matchen mellan Japan och Sydafrika, kallad The Brighton Miracle.
I augusti 2023 bekräftades stadion som en av åtta värdarenor för rugby-VM 2025. Under turneringen kommer det att bli känt som Brighton & Hove Albion Stadium.